# Operatie Desert Shield (2006)
Operatie Desert Shield (woestijnschild) is de naam van een operatie die in 2006 plaatsvond. Deze operatie werd geleid door de Iraakse opstand en al Qaida. Deze operatie werd gepland in december 2005 en was bedoeld als weerwerk tegen de Amerikaanse troepen tijdens de Iraakse Golfoorlog. Het doel was om de Amerikaanse troepen die in de provincie Anbar gestationeerd waren te destabiliseren, dit gedurende zes maanden.
Deze actie was onopgemerkt totdat de Amerikanen documenten ontdekten die behoorden tot Faris Abu Azzam die al gestorven was. Toen ze de documenten vertaald hadden, kregen ze een overzicht over de details van de operatie. Het Amerikaanse leger was geschokt toen ze de documenten vertaald hadden, het toonde aan dat de opstandelingen een goed controle en opdrachtensysteem hadden.

## De verschillende operatiefasen

### Fase I: januari 2006 - maart 2006
De eerste fase vond plaats tussen januari en maart 2006. De bedoeling was om de Amerikaanse doelen te isoleren. Dit deden ze door goederentransporten aan te vallen, bruggen te vernietigen en helikopters te belemmeren om in te grijpen.
Er waren veel leden van de Iraakse opstand geïnfiltreerd in de Amerikaanse kampen. Ze stuurden rapporten met informatie over de Amerikaanse kampen en dit hielp hen om potentiële doelen te selecteren. De infiltranten waren goed opgeleid, enkel de soldaten die bereid waren om te sterven voor hun doel werden gestuurd.

### Fase II: maart 2006 - mei 2006
Vanaf maart begon al Qaida de aanvallen op Amerikaanse basissen op te volgen. Ze bestudeerden de gewonden aan beide zijdes en ze keken hoe ze hun aanvallen konden optimaliseren. Doordat al Qaida geen centraal controle- of organisatiepunt had waren de rapporten over de aanvallen overal over het Midden-Oosten verspreid.
Deze rapporten zorgden ervoor dat toekomstige al Qaida beter opgeleid konden worden